# Tangram

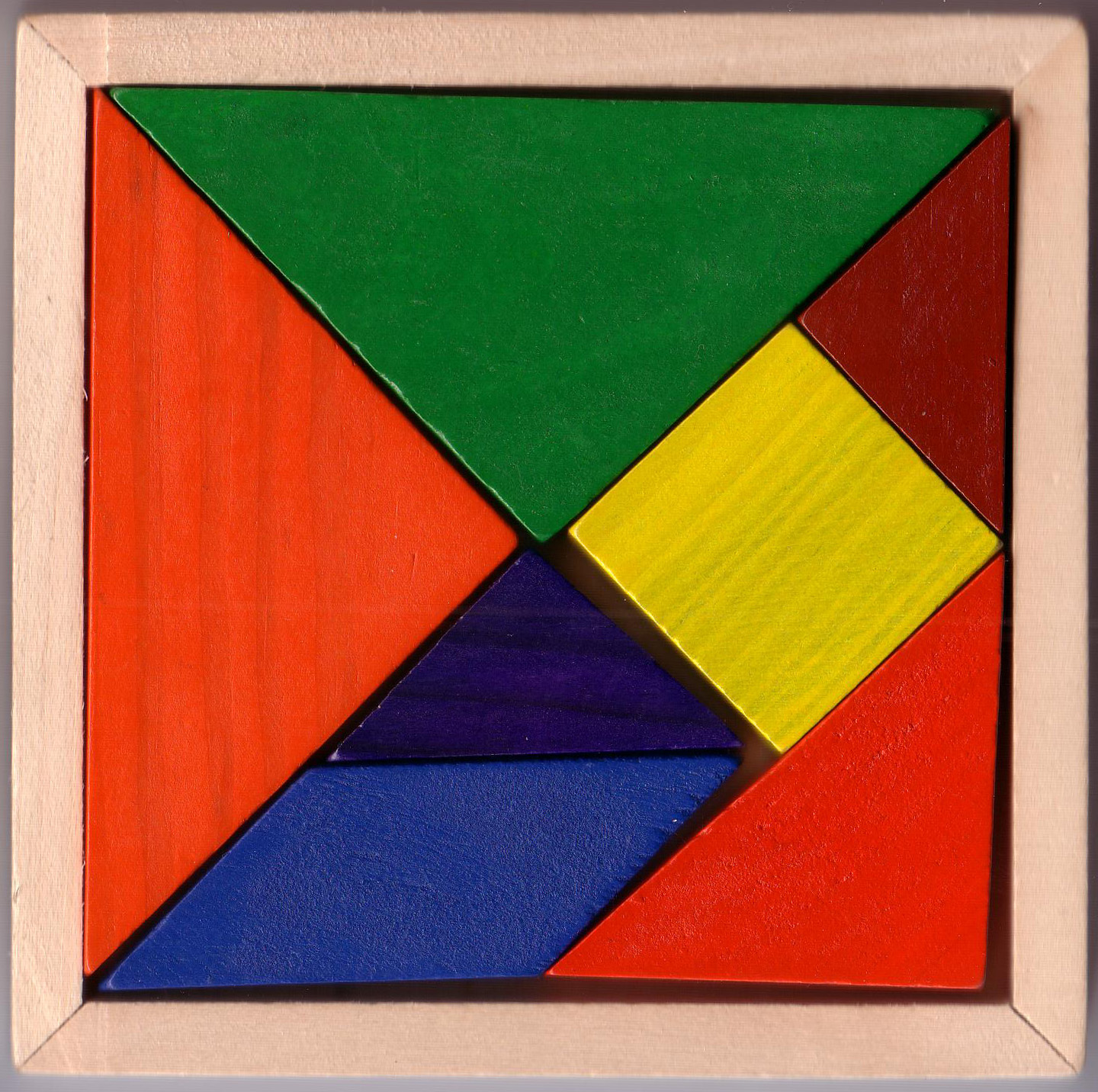
Tangram složený do čtverce

Tangram je hlavolam na principu puzzle složený ze sedmi destiček geometrických tvarů: pět trojúhelníků, jeden čtverec a jeden rovnoběžník, které společně vytvářejí základní čtverec. Kombinací těchto segmentů se skládají různé plošné obrazce: existuje minimálně 6500 možných variant. Tangramy se vyrábějí ze dřeva, plastu, papíru, keramiky, skla nebo slonoviny, zpravidla bývají jednotlivé kousky barevně odlišeny.
Hra vznikla v Číně pod názvem čchi-čchiao-pan (七巧板), tj. sedm důmyslných dílků. Podle legendy byla vynalezena před čtyřmi tisíci lety, když řemeslník upustil dlaždici, která se rozbila na sedm kusů, a snažil se ji znova složit (první hodnověrná zmínka o tangramu však pochází až z 18. století). Na počátku 19. století se dostala s obchodními koráby do Evropy a Spojených států, kde se stala součástí životního stylu majetných vrstev empírové doby, jejím milovníkem byl i Napoleon Bonaparte. Název tangram vytvořil harvardský profesor Thomas Hill spojením názvu říše Tchang a řeckého slova „gramma“ – písmo. K popularizaci hlavolamu přispěla odborná studie, kterou o něm napsal Sam Loyd, i skutečnost, že církev tuto zábavu na rozdíl od hazardních her nezakazovala.
Tangramu se podobá starořecký ostomachion.

## Galerie

Paradox dvou mnichů: důmyslným využitím plochy vzniká optická iluze, že v obrazci napravo je trojúhelník navíc
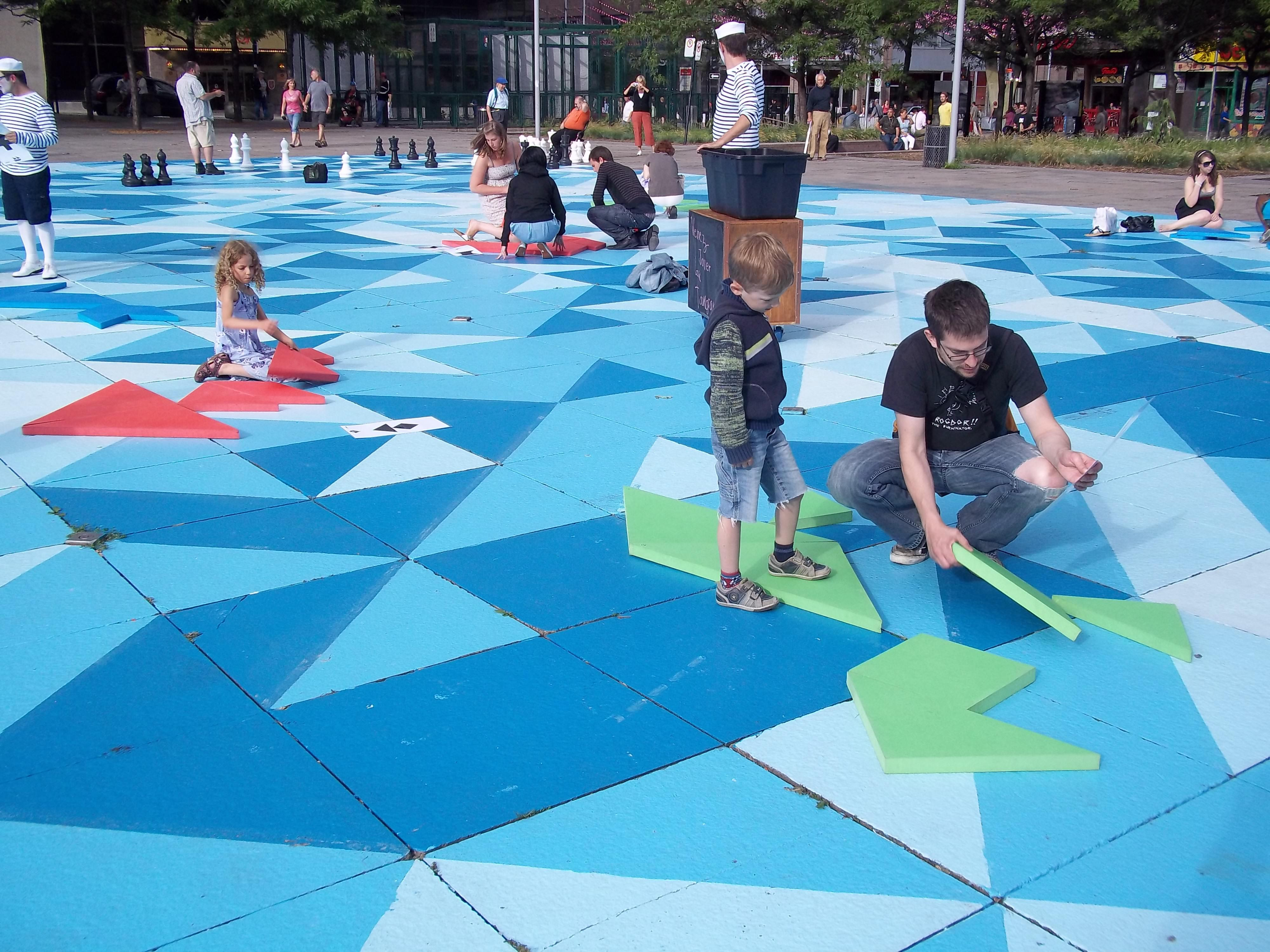
Skládání obřích tangramů na montrealském náměstí